# Pulpí

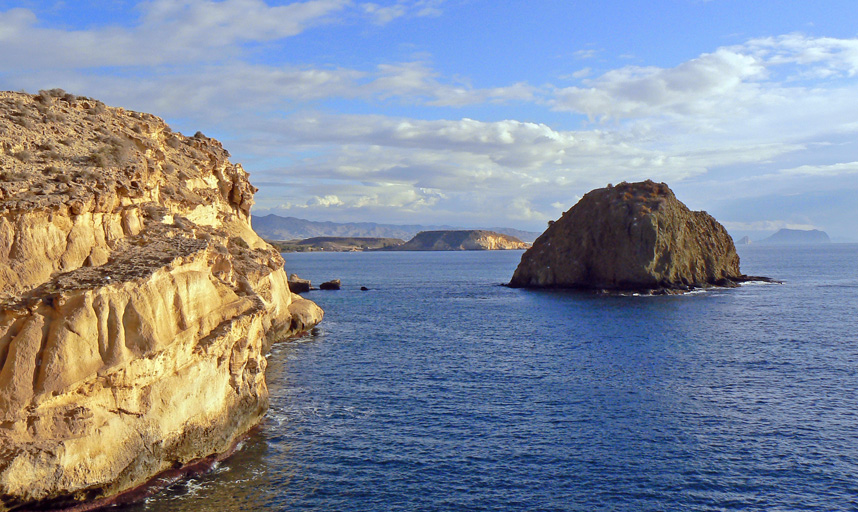
Las islas Negra y Terreros, en Pulpí

Pulpí es una localidad y municipio español de la provincia de Almería, en Andalucía, situado en la comarca de Levante Almeriense y a 103 km de la capital provincial, Almería. En 2020 contaba con 10 358 habitantes. Su extensión superficial es de 96 km² y tiene una densidad de 107'86 hab/km². 
En 1999 se descubrió una geoda de yeso gigantesca, la llamada geoda de Pulpí.

## Toponimia
El nombre de Pulpí tiene su origen en la forma latina de chopo, populus, a la que se le suma el sufijo colectivo -etum. Así, populetum derivaría en Plupite, pasando a ser Pulpí en el siglo XVI.

## Geografía física

### Municipios limítrofes
- Al norte con Águilas y Lorca, pertenecientes a la Región de Murcia.
- Al sur con Cuevas del Almanzora dentro de la provincia de Almería
- Al oeste con Huércal-Overa también dentro de la provincia de Almería.

Hay una pedanía (Pozo de la Higuera) que está dividida entre las provincias de Almería y Murcia.

### Riesgos naturales
El municipio de Pulpí cuenta con un PTEL que cumple con la Ley 5/2010 sobre autonomía local.

## Historia
Se funda por Real Orden del 2 de abril de 1862 por segregación de Vera.

## Geografía humana

### Organización territorial
Además de la cabecera municipal, Pulpí cuenta también con varias entidades de población según el nomenclátor publicado por el Instituto Nacional de Estadística: Los Campoys, El Convoy, Los Canos, Benzal, Los Pinares, Los Soleres, El Molino, Barrio Mortero, La Estación, La Fuente, Los Caparroses, El Cocón, Pilar de Jaravía, Los Jurados, Pozo del Esparto, San Juan de los Terreros, Los Aznares, La Herradura y Pozo de la Higuera.

## Geografía humana

### Demografía
Cuenta con una población de 11 906 habitantes (INE 2024).
| Gráfica de evolución demográfica de Pulpí entre 1877 y 2021 |
| |
| Población de derecho según los censos de población del INE. Población de hecho según los censos de población del INE.Entre el censo de 1877 y el anterior, aparece este municipio porque se segrega del municipio Vera. |

| Nacionalidad | Hombres | Mujeres | Total | %      | Proporción |
| ------------ | ------- | ------- | ----- | ------ | ---------- |
| Española     | 3769    | 3636    | 7405  | 70.5 % |            |
| Extranjera   | 1651    | 1437    | 3088  | 29.4 % |            |

| Población | 5.202 | 5.291 | 5.375 | 5.477 | 5.997 | 6.492 | 7.353 | 7.368 | 7.600  |
|           | 2006  | 2007  | 2008  | 2009  | 2010  | 2011  | 2012  | 2017  | 2020   |
| Población | 7.537 | 7.911 | 8.013 | 8.182 | 8.429 | 8.726 | 8.848 | 9.055 | 10.358 |

### Comunicaciones

#### Autopistas y carreteras
- AP-7 E-15 Autopista del Mediterráneo. En un sentido conecta con: Cuevas del Almanzora y Vera. En Vera se une a la A-7 E-15 Autovía del Mediterráneo hacia Almería. En el otro sentido de la AP-7 E-15, hacia la Región de Murcia, con: Águilas, Mazarrón, Fuente Álamo de Murcia y Cartagena.

- Carretera nacional N-332. Pasa a ser carretera autonómica con denominación A-332. Discurre por la costa y paralela a la AP-7 E-15 Autopista del Mediterráneo. Sólo pasa por la pedanía de San Juan de los Terreros. En un sentido va hacia Cuevas del Almanzora y Vera. En el otro hacia Águilas en la Región de Murcia. En San Juan de los Terreros sale la carretera provincial AL-7107 hacia Garrucha por la costa.

- Carretera Autonómica A-350. En un sentido, de Pulpí a la pedanía de San Juan de los Terreros y en otro sentido de Pulpí hacia Huércal-Overa

- Carretera Autonómica A-1201. En un sentido, de Pulpí a la pedanía de Pozo de la Higuera y enlaza con la RM-11 a Lorca en la Región de Murcia y en otro sentido de Pulpí hacia Cuevas del Almanzora.

#### Ferrocarril

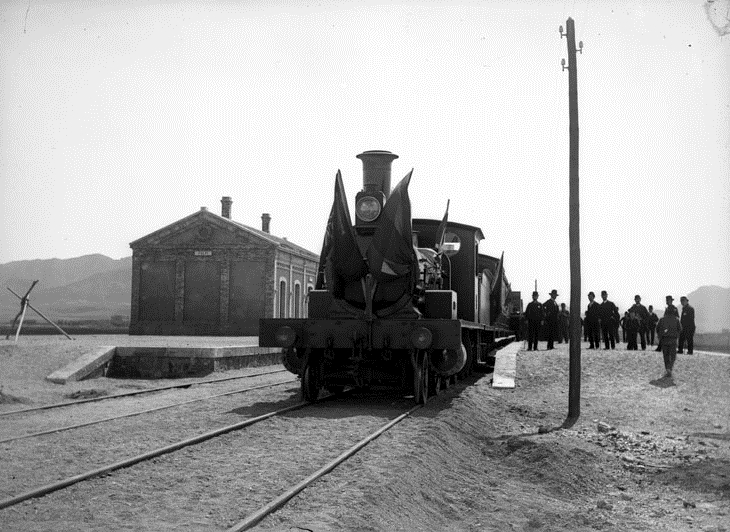
Tren inaugural en la estación de Pulpí, el 24 de marzo de 1890. Fotografía de Gustavo Gillman.

Dispone de una red de cercanías. La Línea C-2 une Pulpí con Murcia y con Águilas. Tiene dos estaciones en su término municipal: La estación de Pulpí en el núcleo urbano principal y la estación de Jaravía en la pedanía de Pilar de Jaravía, cerca de San Juan de los Terreros. En periodos estivales es muy transitado para acceder a la playa del Hornillo en la vecina Águilas.
Hasta el año 1985 existía una conexión directa con las ciudades de Almería, Granada y el resto de localidades del valle del Almanzora. Era el llamado ferrocarril del Almanzora. En los últimos años debido al nuevo auge del transporte por ferrocarril existen planes por la administración para volver a poner en funcionamiento el tramo de línea férrea clausurado.

### Economía
Agricultura, graveras, construcción, ganadería y turismo (especialmente en las playas de la pedanía de San Juan de los Terreros) son sus principales actividades económicas.

#### Evolución de la deuda viva municipal
| Gráfica de evolución de Deuda viva del Ayuntamiento de Pulpí entre 2008 y 2019                                |
| |
| Deuda viva del Ayuntamiento de Pulpí en miles de Euros según datos del Ministerio de Hacienda y Ad. Públicas. |

## Política
Los resultados en Pulpí de las últimas elecciones municipales, celebradas en mayo de 2023, son:
| Candidatura   | Candidatura                              | Votos | %                               | Escaños                         |
| ------------- | ---------------------------------------- | ----- | ------------------------------- | ------------------------------- |
|               | Partido Popular (PP)                     | 2356  | 56,45                           | 10                              |
|               | Partido Socialista Obrero Español (PSOE) | 1352  | 36,71                           | 7                               |
|               | Vox                                      | 246   | 5,89                            | 0                               |
| Votos válidos | Votos válidos                            | 4173  | 99,56                           | 17                              |
| Votos nulos   | Votos nulos                              | 61    | Participación: \| \| 66,89 % \| | Participación: \| \| 66,89 % \| |
| Votantes      | Votantes                                 | 4234  | Participación: \| \| 66,89 % \| | Participación: \| \| 66,89 % \| |
| Electores     | Electores                                | 6332  | Participación: \| \| 66,89 % \| | Participación: \| \| 66,89 % \| |
|               | 66,89 %                                  |       |                                 |                                 |

### Alcaldes
| Legislatura | Nombre                    | Grupo                   |
| ----------- | ------------------------- | ----------------------- |
| 1979-1983   | Alfonso Díaz Marín        | Ayuntamiento del Pueblo |
| 1983-1987   | Alfonso Díaz Marín        | PSOE                    |
| 1987-1991   | Alfonso Díaz Marín        | PSOE                    |
| 1991-1995   | Alfonso Díaz Marín        | PSOE                    |
| 1995-1999   | Alfonso Díaz Marín        | PSOE                    |
| 1999-2003   | María Dolores Muñoz Pérez | PSOE                    |
| 2003-2007   | María Dolores Muñoz Pérez | PSOE                    |
| 2007-2011   | María Dolores Muñoz Pérez | PSOE                    |
| 2011-2015   | Juan Pedro García Pérez   | PP                      |
| 2015-2019   | Juan Pedro García Pérez   | PP                      |
| 2019-2023   | Juan Pedro García Pérez   | PP                      |
| 2023-act.   | Juan Pedro García Pérez   | PP                      |

## Servicios públicos

### Educación
Pulpí cuenta con tres colegios de enseñanza primaria, además de un instituto de secundaria y bachillerato. También disfruta de los servicios de una escuela municipal de música.

### Sanidad
El municipio cuenta con un centro de salud, dependiente del Hospital La Inmaculada, que da servicio de lunes a viernes, además de consultorios en las pedanías de La Fuente y San Juan de los Terreros y consultorios auxiliares en El Convoy, Pilar de Jaravía y Pozo de la Higuera.

## Cultura

### Patrimonio

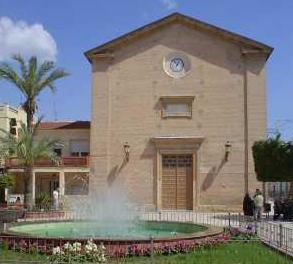
Iglesia de San Miguel Arcángel, en Pulpí

#### Bienes inmuebles protegidos
- Castillo de San Juan de los Terreros
- Iglesia de San Miguel Arcángel (Pulpí)
- Mina de Jaravía

### Patrimonio cultural inmaterial
Sus fiestas patronales en honor al patrón San Miguel Arcángel se celebran el 29 de septiembre, siendo sus tradicionales toros de fuego (carretillas) uno de sus atractivos principales. También se celebra el Día de la Vieja, festividad que se desarrolla en mitad de la Cuaresma (jueves). Consiste en hacer una Vieja de papel, y pasar todo el día en el campo, playa o montaña y al final del día prenderla fuego y tirarle piedras. La Vieja tiene en la cabeza petardos y caramelos.

#### Semana Santa
La Semana Santa pulpileña es muy popular en la comarca y aspira a convertirse en Fiesta de Interés Turístico Regional de la provincia de Almería. Existen 3 hermandades procesionales, las cuales salen en procesión desde la iglesia parroquial de San Miguel Arcángel:
PASO MORAO (Hermandad de Nuestro Padre Jesús Nazareno, Santo Entierro, Santísima Virgen de las Angustias, Nuestro Padre Jesús Resucitado, Nuestro Padre Jesús Cautivo, María Santísima de la Esperanza Macarena y Cristo de la Fe):
- Nuestro Padre Jesús Nazareno. Es la talla titular de la hermandad. Procesiona el Jueves Santo con el cáliz, representando la Sagrada Eucaristía. El Viernes Santo por la mañana protagoniza, junto a la Virgen de los Dolores y La Verónica, la Procesión del Calvario, encontrándose con su Madre en el cementerio municipal de Pulpí. El trono es de los talleres de Juan Angulo de Córdoba, realizado en 2015.
- Santísima Virgen de las Angustias. Este grupo escultórico, conformado por el Cristo Yacente y la Virgen de las Angustias, fue realizado por el escultor alicantino Valentín García Quinto en 1987. Procesiona la noche del Viernes Santo, portado únicamente por mujeres, en un trono del artista cordobés Juan Angulo realizado en 2005.
- Santo Sepulcro. Procesiona el Viernes Santo por la noche, acompañado de la Banda de Cornetas y Tambores de la Legión Española, y portado íntegramente por hombres.
- Nuestro Padre Jesús Cautivo. Talla del escultor de Redován, Joaquín Mayans Ruiz, estrenada en 2011. Es portado por los jóvenes de la hermandad durante la noche de los moraos, el Jueves Santo.
- Cristo de la Fe. Esta talla de Jesús muerto en la cruz fue donada a la hermandad en 2013. Procesiona la noche del Viernes Santo con la misma cuadrilla de costaleros que la de Nuestro Padre Jesús Cautivo.
- María Santísima de la Esperanza Macarena. Inspirada en la fervorosa imagen de la Esperanza Macarena de Sevilla, proviene del taller "Siglo Barroco" de Puente Genil. La imagen procesionó por primera vez el Jueves Santo de 2016, portada por los niños de la hermandad.
- Nuestro Padre Jesús Resucitado. La talla fue estrenada el Domingo de Resurrección del año 2023, acompañado por la Agrupación Musical “Virgen de la Amargura” de Lorca y cerrando la Semana Santa pulpileña. Es obra del escultor e imaginero sevillano Juan Manuel Montaño Fernández.
- La Oración en el Huerto. El grupo escultórico lo forman Nuestro Padre Jesús del Prendimiento y Judas Iscariote, junto con un olivo. Es obra del almeriense Jesús de Perceval. Procesiona la noche del Jueves Santo.
- Cruz Iluminada. Hasta el año 2011 procesionaba en la noche del Viernes Santo una cruz vacía con el sudario de Cristo, acompañada de dos ángeles niños, pertenecientes a la hermandad. Actualmente no procesiona.

PASO NEGRO (Hermandad del Santísimo Cristo de la Humildad en su Sagrada Flagelación, Santísima Virgen de los Dolores, San Juan Evangelista y Santa María Magdalena):
- Santísima Virgen de los Dolores. La imagen titular de la hermandad es de autor anónimo y se aproxima su datación alrededor de 1844, ya que la antigua corona que portaba data de dicho año. Procesiona la noche del Viernes de Dolores con una multitud de mantillas, siendo este el día de la hermandad. El Viernes Santo por la mañana realiza la procesión del Calvario, en la cual se encuentra con su Hijo en el cementerio municipal. Por último, procesiona la noche del Viernes Santo, cerrando la procesión, en un trono de los talleres Aragón y Pineda de Motril realizado en 2001.
- Santísimo Cristo de la Humildad en su Sagrada Flagelación. La talla del Señor fue esculpida por el imaginero de Morón de la Frontera, Manuel Martín Nieto, en 2018 y procesiona por las calles pulpileñas la noche del Viernes de Dolores junto a su madre, la Santísima Virgen de los Dolores.
- San Juan Evangelista. Es el llamado “trono de los jóvenes” y procesiona la noche del Viernes Santo portado por jóvenes de la hermandad. Porta una palma traída anualmente de Elche y procesiona sobre un trono realizado en 2008 en los mismos talleres motrileños que la Santísima Virgen de los Dolores.
- Santa María Magdalena. En una talla adquirida en 2011 para procesionar con los niños de la hermandad. Procesiona la noche del Viernes Santo acogida por un gran número de niños que la portan y acompañan.
- La Verónica. Esta imagen procesiona la mañana del Viernes Santo junto al Nazareno y a la Virgen de los Dolores en la procesión del Calvario. Abre el cortejo negro, detrás del Nazareno, junto con los penitentes de San Juan.

PASO ROJO (Pre-Hermandad de El Santísimo Cristo de la Victoria en su Entrada Triunfal en Jerusalén, Nuestro Padre Jesús Despojado de sus vestiduras y Nuestra Señora de la Salud y Esperanza) (“La Borriquita”):
- Nuestro Padre Jesús de la Victoria en su Entrada Triunfal en Jerusalén. El conjunto escultórico lo forman Nuestro Padre Jesús de la Victoria subido en una borriquita (de ahí el nombre popular de la pre-hermandad, “La Borriquita”), bajo una gran palmera. Ambas esculturas fueron realizadas en 2016 por el escultor jerezano Ángel Arroyo. En 2022 se incorporó al paso de misterio la imagen de Santiago Apóstol, portando una palma. Procesiona cada Domingo de Ramos por las calles de Pulpí.
- Nuestro Padre Jesús Despojado de sus vestiduras y la Santísima Virgen de la Salud y Esperanza. Estas dos imágenes, de gran calidad artística, procesionan en el mismo trono durante la noche del Miércoles Santo por las calles más oscuras de Pulpí. Las tallas fueron realizadas por los escultores gaditanos Ana Rey y Ángel Pantoja en 2017. Además, la imagen de Nuestro Padre Jesús Despojado fue galardonada con el Premio Hornacina a la mejor obra del año 2017. El paso de misterio se completa con las imágenes de un sayón, que despoja la túnica al Señor, y el soldado romano Longinos, el cual sostiene en su mano derecha una lanza que atravesaría el costado de Cristo y en la izquierda la sentencia en latín de la Crucifixión, ambas estrenadas el Miércoles Santo del año 2022.

## Deporte
- Club Atlético Pulpileño. Juega actualmente en 3° RFEF